# Orde voor Goede Daden
De Orde voor Goede Daden (Grieks: Βασιλικον Τάγμα της Ευποιΐας, Basilikon tagma tis Eypoiias) is een Griekse damesorde en werd op 5 mei 1948 door koning Paul I van Griekenland ingesteld om een wens van zijn, in 1947 gestorven voorganger, George II van Griekenland uit te voeren.

De Orde wordt verleend aan Griekse vrouwen die zich voor het land opofferden,zich aan liefdadigheid en sociaal werk wijden of zich op het gebied van kunst en literatuur hebben onderscheiden. Ook buitenlandse vrouwen worden in deze Orde opgenomen.

De Orde voor Goede Daden kent vijf graden.
De huidige Griekse republiek heeft de Orde voor Goede Daden enige tijd gehandhaafd. Na 1973 werd de kroon van de kleinoden van de Orde verwijderd. De door het kolonelsregime van Papadopoulos gestichte republiek heeft de orde afgeschaft. De Koninklijke Orde van George I en de Orde voor Goede Daden werden beiden vervangen door een nieuwe orde, de Orde van Verdienste. De huidige democratische republiek heeft de Orde voor Goede Daden weer hersteld, zij het zonder de kroon boven het medaillon.
Graden en versierselen van de Orde:
- Grootkruis: de grootkruisen dragen het kruis van de Orde aan een grootlint en de ster van de Orde.
- Grootcommandeur: zij dragen een iets groter kruis van de Orde aan een strik en een kleinere ster van de Orde.
- Commandeur: zij dragen een iets kleiner kruis van de Orde aan een lint om de hals.
- Gouden Medaille: deze kleine gouden medaille wordt gedragen aan een lint dat twee vingers breed is op de linkerborst
- Zilveren Medaille: deze kleine zilveren medaille wordt gedragen aan een lint dat twee vingers breed is op de linkerborst

Het lint van de Orde is korengeel met twee lichtblauwe biezen.
Het kleinood van de Orde voor Goede Daden is een roos. In het medaillon is, tegen een grijsblauwe achtergrond, de Maagd Maria met kind te zien. De tekst van het randschrift is:" EYPOIIA" het motto van de Orde.
De ster van de grootkruisen is achtpuntig en van zilver. Op de ster is het kleinood gelegd.
De ster van de tweede klasse is gelijk aan dat van de grootkruisen maar iets kleiner.
Eredame in de Huisorde van Oranje ·
Prinsessenkruis van de Huisorde van Albrecht de Beer ·
Theresia-orde ·
Sint-Elisabeth-orde ·
Sint Anna-orde ·
Dames van Rougemont ·
Sidonia-orde ·
Bulgaarse Orde van de liefdadigheid ·
Orde van de Perfecte Vriendschap ·
Orde van de Rechtschapenheid ·
Orde van de Slavinnen van de Deugd ·
Elisabeth-orde ·
Moederkruis ·
Orde van Sint-Olga en Sint-Sophia ·
Orde voor Goede Daden ·
Koninklijke Victoria en Albert-orde ·
Keizerlijke Orde van de Kroon van Indië ·
Koninklijke Orde van het Rode Kruis ·
Orde van de Kostbare Kroon ·
Orde van het Sterrenkruis ·
Orde van de Zon ·
Orde van de Pleiaden ·
Louisen-Orde ·
Herinneringskruis voor Dames ·
Orde van de Heilige Catharina ·
Sidonia-orde ·
Damesorde van de Doodskop ·
Ereteken van Anna-Luise ·
Orde van Liefdadigheid ·
Olga-orde ·
Orde van Vorstin Olha ·
Onderscheidingskruis van de Heilige Apostelgelijke Vorstin Olga
Zie voor meer damesorden en onderscheidingen: De Lijst van Damesorden